# Bassania meropia
Bassania meropia là một loài bướm đêm trong họ Geometridae.